# Shigeru Chiba
Shigeru Chiba (千葉 繁 Chiba Shigeru?), cuyo nombre real es Masaharu Maeda (前田 正治 Maeda Masaharu?), es un actor y seiyū, nacido el 4 de febrero de 1954 en la ciudad de Kikuchi, Prefectura de Kumamoto, Japón. Está afiliado a 81 Produce. Es conocido por los papeles de Yoshihiro Kira de JoJo's Bizarre Adventure: Diamond Is Unbreakable, el narrador de Hokuto no Ken, Megane de Urusei Yatsura, Rei Ichidō de High School. Kimengumi, Kazuma Kuwabara de Yu Yu Hakusho, Pilaf de Dragon Ball, Raditz y Garlic Jr. de Dragon Ball Z, Buggy el Payaso de One Piece, Kefka Palazzo de Dissidia: Final Fantasy y Kōichi Todome de la saga Kerberos. 
Además de esa profesión, también trabaja como director de efectos especiales y de música. También fue el mentor de actuación de voz de Megumi Hayashibara.

## Carrera
Originalmente un actor de dobles, Chiba también apareció en la serie de películas Nikkatsu Roman Poruno. Protagonizó el proyecto de película "Let's Make a Chiba Shigeru Promotion Film" Kurenai no Gankyō, así como las películas de Mamoru Oshii Cerberus, Hell's Watchdog y Talking Head. Interpreta papeles serios y de broma.

## Anime

### Series
- Alfred J. Kwak (Dolf)
- Anpanman (Doctor Hiyari)
- Armored Trooper Votoms (Vanilla Varta)
- Ashita no Joe 2 (Kanda y Mamoru Aoyama)
- Astro Boy (Pitatto)
- Beast Machines (Megatron)
- Beast Wars (Megatron)
- Beet the Vandel Buster (Merumondo)
- Black Jack (Doctor Andō)
- Bleach (Don Kanonji)
- Bobobo-bo Bo-bobo (Hydrate)
- Boruto: Naruto Next Generations (Araumi Funato)
- Casshern Sins (Gravekeeper)
- Chikkun Takkun (Doctor Hell)
- Cooking Papa (Murakami-san)
- Cowboy Bebop (Video maniaco (ep. 17))
- Da Capo of Love: Fujiko's Unlucky Days (Nazarov)
- Dash Kappei (Shōgo Shimada)
- Denkō Chōtokkyū Hikarian (Black Express)
- Detective Conan (Kanenori Wakita)
- Dokkiri Doctor (Hajime Mizukoshi)
- Dorohedoro (Chidaruma)
- Dragon Ball (Emperador Pilaf, Iruka)
- Dragon Ball Z (Raditz, Garlic Jr.)
- Dr. Slump (Tsun Tsukutsun, Niko-chan (sirviente), Time-kun, Donbe, Matsuyama)
- Fang of the Sun Dougram (George Juldan)
- Galaxy Angel (Dios)
- GeGeGe no Kitarō (1996) (Nezumi-otoko)
- Ghost Sweeper Mikami (Doctor Chaos)
- Heisei Tensai Bakabon (Omawari-san, Rerere no Ojisan)
- Hiatari Ryōkō! (Kenji Morimatsu, Shinichirō Ōta)
- High Card (Lucky Lunchman)
- High School! Kimengumi (Rei Ichidō)
- Hokuto no Ken (Joker, Narrador, Jakō, Kuro-Yasha)
- Inukami! (Kawarazaki Naoki)
- JoJo's Bizarre Adventure: Diamond Is Unbreakable (Yoshihiro Kira)
- Jujutsu Kaisen (Jōgo, Wasuke Itadori)
- Kage Kara Mamoru! (Capitán Alien)
- Kamikaze Kaitō Jeanne (Oficial Tōdaiji)
- Kikōkai Garian (Red Windu)
- Kinnikuman: Scramble for the Throne (Kinniku Ataru, Kazuo Nakano)
- Kimetsu no Yaiba (Jigoro Kuwajima)
- Kimi no Koto ga Dai Dai Dai Dai Daisuki na 100-nin no Kanojo (Dios)
- Kuma no Pūtarō (Babo-chan '95!!)
- Kuragehime (primer ministro Saburōta Negishi)
- The Law of Ueki (Gengorō Ueki)
- Lupin III: Da Capo of Love: Fujiko's Unlucky Days (Nazarov)
- Magical Fairy Persia (Gera Gera)
- Magical Idol Pastel Yumi (Kokkō)
- Magical Princess Minky Momo (Gajira)
- Magical Star Magical Emi (Teranobu Kuniwake)
- Maison Ikkoku (Yotsuya, Sōichirō-san (el perro))
- Marude Dameo (Sub-chan)
- Mashin Eiyūden Wataru (Dios de la Muerte)
- Midori no Makibaō (Chū Hyōei)
- Monster (Gunther Milch)
- Nichijou (Football Ball Ep. 14)
- Ōi! Ryūme (Izō Okada)
- Omakase Scrappers (Nikkado, Jentoru)
- Overlord (Sebas Tian)
- One Piece (Buggy el payaso)
- Osomatsu-kun (Honkan-san, Rerere no Oji-san, Nyarome)
- Pāman (versión de 1983) (Sabu)
- Panty & Stocking with Garterbelt (Corset)
- Patlabor: The TV Series (Shigeo Shiba)
- Peter Rabbit (Johnny)
- Pop Team Epic (Pipimi (Episodio 2-B)
- Ranma ½ (Sasuke Sarugakure)
- Rerere no Tensai Bakabon (Omawari-san, Rerere no Ojisan)
- The Rose of Versailles
- Sailor Moon SuperS (Kurumiwario)
- Sakigake!! Otokojuku (Onihige, Manjimaru)
- Salad Jūyūshi Tomatoman (Lord Kamakiri)
- Sangatsu no Lion (Sōmeiji Kawamoto)
- Science Ninja Team Gatchaman (Zako)
- Serial Experiments Lain (Office Worker)
- Shin Osomatsu-kun (Honkan-san, Rerere no Oji-san, Nyarome)
- Saber Marionette J (Hikozaemon Oekubo, Narración)
- Saint Seiya (Spartan)
- Space Carrier Blue Noah (Michirō Tamura)
- Space Runaway Ideon (Gantsu Parkingson)
- Spider Riders (Brutus)
- Time Quest, La Máquina del Tiempo (Tondekeman)
- Tottemo! Luckyman (Doryoku Sugita, Doryokuman)
- Touch (Shingo Uesugi, Punch)
- Trigun Stampade (Sr. Nebraska)
- Tsuyoshi Shikkari Shinasai (Tsukasa Watanabe)
- Urusei Yatsura (1981) (Megane)
- Urusei Yatsura (2022) (Sr. Fujinami)
- Violinist of Hameln (Oboe)
- Virtua Fighter (Lau Chan, Narrador)
- The Wonderful Adventures of Nils (Gusta)
- Yokoyama Mitsuteru Sangokushi (Hua Xiong)
- Yu Yu Hakusho (Kazuma Kuwabara)
- Zatch Bell! (Belgium E.O.)
- Zettai Zetsumei Denjarasu Jī-san (Principal)

### OVAs
- Area 88 (asesino fugado)
- Dangaioh (Gil Burg)
- Legend of the Galactic Heroes (E.J. Mackenzie)
- Megazone 23 Part II (Lightning)
- Ojamajo Doremi Na-i-sho (Kazuya Yoshida's father)
- Patlabor (Shigeo Shiba)
- Sorcerer Hunters (Onion Glacé)
- Saint Seiya: The Lost Canvas (Narración)

### Películas
- Dragon Ball Z: Dead Zone (Nicky)
- Dragon Ball Z: la batalla de los dioses (Pilaf)
- Ghost in the Shell (Janitor)
- Ghost Sweeper Mikami (Doctor Chaos)
- High School! Kimengumi (Rei Ichidō)
- Konjiki no Gash Bell!!: 101 Banme no Mamono (Mop Demon)
- Lupin III: La trama del clan Fuma (Kazami)
- Mahōjin Guru Guru (Hatton)
- Maison Ikkoku Kanketsuhen (Yotsuya, Sōichirō-san (the dog))
- Mi vecino Totoro (Kusakari-Otoko)
- Patlabor: la película (Shigeo Shiba)
- Patlabor 2: la película (Shigeo Shiba)
- Urusei Yatsura series (Megane)

## Videojuegos
- Brave Fencer Musashi (Fores)
- Dōkyūsei (Kantarō)
- Fate/Grand Order (Zhang Jiao)
- JoJo's Bizarre Adventure: All Star Battle (Iggy)
- Kinnikuman Muscle Grand Prix Max (Kinniku Ataru)
- Kirby Star Allies (Hyness)
- Patlabor (Shigeo Shiba)
- Popful Mail (MegaCD) (Gau)
- Puyo Puyo CD (Skeleton T, Sasoriman)
- Puyo Puyo CD 2 (Skeleton T, Sasoriman)
- Shadow Hearts: Covenant (Guran Gama)
- Spider-Man (Narrador)
- Super Bomberman World (Earth Bomber)
- Super Kirby Clash (Hyness)
- Tengai Makyou (Mandō, Kikugorō)
- Virtua Fighter (Lau Chan)
- Dissidia: Final Fantasy (Kefka Palazzo)

### Pachinko

#### Sammy
- CR Hokuto no Ken Denshō (pachinko, mensajes / narración)
- Hokuto no Ken (pachinko, mensajes / narración)

#### Daichi Shōkai
- CR Tensai Bakabon (pachinko, Motomiya-san)
- CR Tensai Bakabon 2 (pachinko, Motomiya-san)
- CR Rerere ni Omakase (pachinko, Motomiya-san)

## Otros trabajos (voces)
- SD Gundam: Gashapon Wars (Narración(comercial))
- Super Mario Bros. (película, Spike)
- My Little Pony: La Magia de la Amistad. (Doblaje Japonés) (Discord)
- Chrysler 300C (Voz en Off) modelos (2015-presente)

## Producciones de acción real
- Kurenai no Gankyō
- Nikkatsu Roman Porno
- The Red Spectacles
- Stray Dog: Kerberos Panzer Cops
- Talking Head

## Tokusatsu
- Biirobo Kabutakku (voz de Shākurā)
- Gosei Sentai Dairanger (voz de Kabuki Novice)
- Jūkō Bii Fighter (voz de Shubarutsu)
- Ninja Sentai Kakuranger (voz de Chōchinkozō)
- Jūden Sentai Kyoryuger (Doctor Ulshade/Kyoryu Violet)
- K-tai Investigator 7 (voz del padre de Shanghai-tei) (epi. 35)

## Radio
- Hamidashi Kanezawa Ōkoku
- Ōji Hiroi no Multi Tengoku

## CD
- Aria (Old Postal Worker)
- Digimon Adventure 02 Drama CD Yamato Ishida Letter (Surfista, dueño de la tienda de hielo)
- Inferious Wakusei Senshi Gaiden Condition Green (Jasu Tamigan)
- Roman Club (Udo Ayanokōji)
- Setō no Hanayome (Izumi)
- Strange+ (Narrador)
- Yūkyū Gensōkyoku 2nd Album Drama CD: Ensemble volumen 1 (Marshall)

## Teatro
- Burstman Live (productor, representante)
- Sakura Taisen Kayō Show

## Otros trabajos
- Okā-san to Issho (Gatarat)
- Tensai TV-kun:Tensai TV-kun Wide (TK-kun)

## Director de efectos de sonido

### Anime: TV
- Kuma no Pūtarō
- Marina no Bōken
- Senkaiden: Houshin Engi
- Sister Princess
- Zettai Zetsumei Denjarasu Jī-san

### Anime: OVAs
- Amazing Nurse Nanako
- CB Chara Nagai Gō World
- Devilman Tanjōhen
- Kyūkyoku Chōjin R
- Maroko

### Juegos
- Blue Breaker: Ken yori mo Bishō wo (PC-FX)

### Películas de acción real
- Talking Head